# Bawku West
Dystrykt Bawku West jest jednym z 9 dystryktów w Regionie Północno-Wschodnim w Ghanie, ze stolicą w Zebilla.
Od północy graniczy z Burkina Faso, od wschodu z dystryktem Bawku, od zachodu z dystryktem Bolgatanga, a od południa z East Mamprusi w Regionie Północnym.
Dystrykt powstał z podziału starego dystryktu Bawku East po reformie administracyjnej na przełomie lat 1988–1989.
Główne miasta: Googo, Apodabogo, Azuwera, Galaka, Gorogo, Yarigu, Kpalsako i Gore.

## Geologia
Ogólnie rzeźba terenu składa się z delikatnych pofalowanych równin, przerywanych w kilku miejscach górkami lub pasmami górskimi utworzonymi z wytrzymałych skał Birimian lub granitu. Można spotkać również formacje piaskowca voltarian.